# در مصر برف نمی‌بارد
در مصر برف نمی‌بارد نمایشنامه‌ای نوشته محمد چرمشیر است که نگاهی به داستان یوسف و زلیخا دارد.

## اجرا
نمایش در مصر برف نمی‌بارد با طرحی از علی رفیعی به قلم محمد چرمشیر نوشته و دراماتورژی شد، که ابتدا در بیست و یکمین جشنواره تئاتر فجر در سال ۸۱ به صحنه رفت و سپس تابستان ۸۲ در سالن اصلی مجموعه تئاتر شهر و با هنرمندی حسن معجونی، گلاب آدینه، سیامک صفری، مهرانه مهین‌ترابی، محمدرضا جوزی، ستاره اسکندری، شبنم فرشادجو، مینا خسروانی، سهیلا رضوی، احمد ساعتچیان و مسعود شیخی اجرای عمومی شد.